# Dzięciołowo (Tychowo)
Dzięciołowo (deutsch Dimkuhlen) ist eine Ortschaft in der polnischen Woiwodschaft Westpommern. Sie gehört zur Gemeinde Tychowo (Groß Tychow) im Kreis Białogard (Belgard).

## Geografische Lage
Dzięciołowo liegt 36 Kilometer südöstlich von Białogard und 17 Kilometer südöstlich von Tychowo in einer waldreichen Landschaft an einer Nebenstraße, die von Tychowo über Nosibądy (Naseband) nach Bobolice (Bublitz) führt. Nächste Bahnstation ist Wielanowo (Villnow) an der Bahnstrecke Szczecinek–Kołobrzeg.

## Geschichte
Bis zum Jahre 1928 war Dimkuhlen ein Gutsbezirk, der dann mit dem Gutsbezirk Schmenzin zur Gemeinde Schmenzin vereinigt wurde. Vor 1945 gehörte der Ort zum Amts- und Standesamtsbezirk Schmenzin im Landkreis Belgard (Persante). Zuständiges Amtsgericht war Belgard.
Heute ist Dzięciołowo Teil der Gmina Tychowo im Powiat Białogardzki.

## Kirche
Dimkuhlen gehörte bis 1945 zum Kirchspiel Schmenzin mit Pfarrsitz in Hopfenberg (heute polnisch Chmielno). Es lag im Kirchenkreis Belgard der Kirchenprovinz Pommern der evangelischen Kirche der Altpreußischen Union.
Heute ist Dzięciołowo Teil des Kirchspiels Koszalin (Köslin) in der Diözese Pommern-Großpolen der polnischen Evangelisch-Augsburgischen Kirche.